# Holstebro
Holstebro är en tätort och stad i Region Mittjylland i västra Danmark. Tätorten har 37 220 invånare (2024). Den är centralort i Holstebro kommun och ligger på halvön Jylland, cirka 88 kilometer väster om staden Randers. Holstebro är ett viktigt handelscentrum för Västjylland och förläggningsort för Danmarks enda pansarregemente. Staden, som nämndes som köpstad 1274, ligger vid vad som då var en övergång av Storå.
Sedan 1960-talet har Holstebro kommun fört en aktiv kulturpolitik för att motarbeta den tidens utflyttning av unga människor. I staden finns Holstebro Museum, Holstebro Kunstmuseum och Odin Teatret och i de offentliga rummen finns det många konstverk, varav det mest kända är skulpturen Kvinde på kærre av Alberto Giacometti.

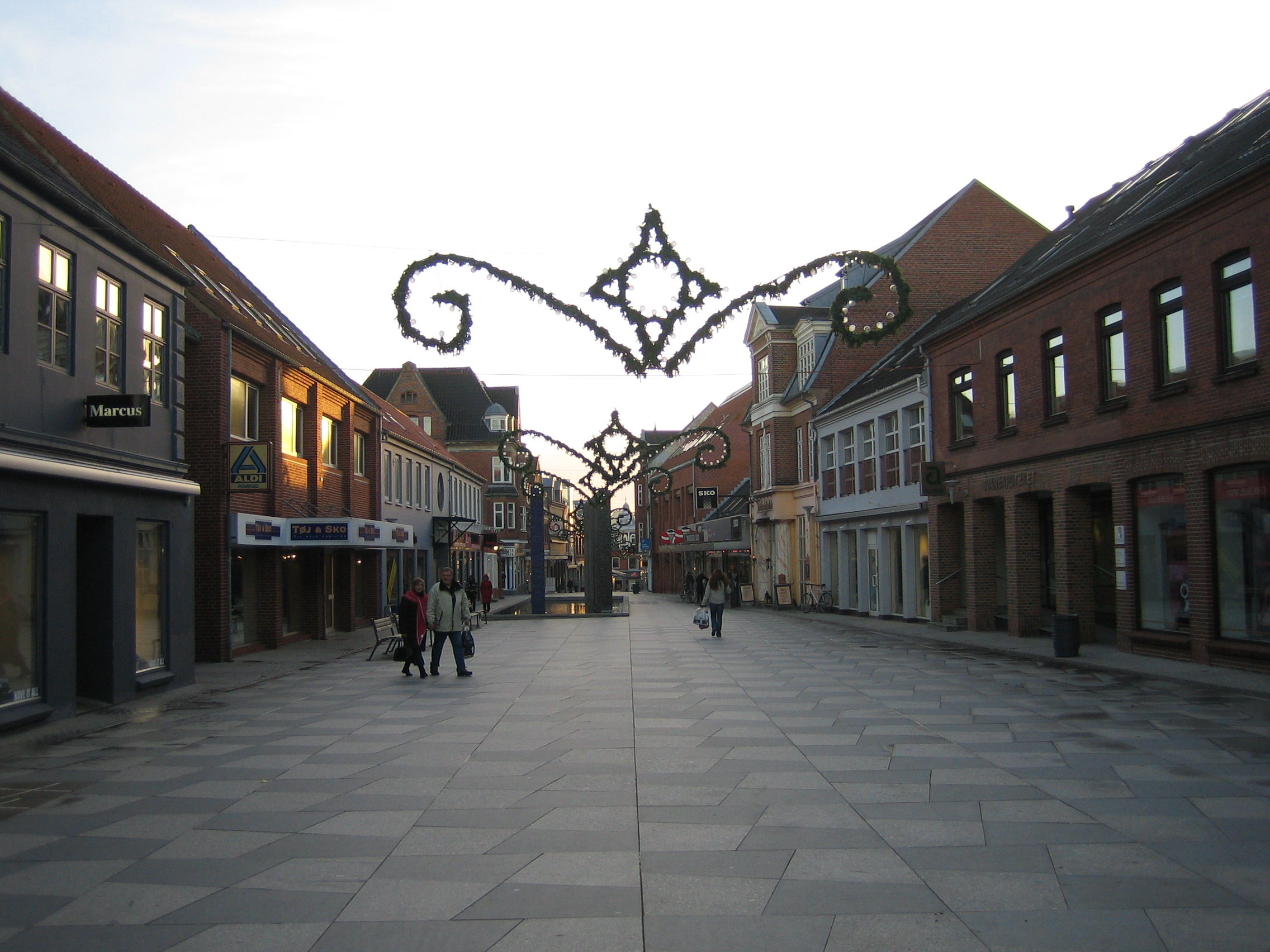
Ströget Nørregade med fontänen Vandkunsten av Helge Bertram.